# Posrednik
Posrednik je tretja oseba, ki ponuja posredniške storitve med dvema stranema, kar vključuje prenašanje sporočil med udeleženci v sporu in preprečevanje neposrednega stika. Naloga posrednika je pomembna, saj kot vmesni, sredinski člen zagotavlja, da dejavnost, ki jo vanjo vključeni strani sami ne bi mogli izvesti dovolj dobro, steče, poteka gladko in na koncu pripelje do želenega rezultata, pa naj bo to dobavljeno blago, izveden posel ali uspešno zbližanje dveh oseb – bodisi za začetek plodnega spoznavanja ali pomiritev po prepiru. Posrednik mora vstopiti v spor predčasno, da bi olajšal reševanje, preden se udeleženci v sporu zatečejo k sporni taktiki in tvegajo škodljivo stopnjevanje.

## Diplomacija
V diplomaciji in mednarodnih odnosih lahko posrednik v sporu prenaša sporočila med udeleženci, kar omogoča izogibanje neposrednemu stiku. Če so udeleženi geografsko oddaljeni, se postopek lahko poimenuje shuttle diplomacija.

## Pravo
V pravu lahko posredniki olajšajo komunikacijo med pričo, obtoženim in sodnim osebjem, da pridobijo dragocene dokaze in zagotovijo pravično sojenje vsem strankam.

## Trgovanje
Posrednik deluje kot vodnik blaga ali storitev, ki ga dobavitelj ponuja potrošniku. Običajno posrednik ponuja nekaj dodane vrednosti transakciji, ki jo z neposrednim trgovanjem morda ne bi bilo mogoče.
Običajna uporaba vključuje zavarovalniško in finančno industrijo, kjer npr. hipotekarni posredniki, zavarovalni posrednik in finančni svetovalci ponujajo posredniške storitve pri ponudbi finančnih produktov, kot so hipotekarna posojila, zavarovalnice in naložbeni produkti.
Pri blagovni menjavi bo posrednik hranil dragocenosti v trgovini, dokler jih ne potrebujejo, dokler jih stranke v menjalnici ali druge osebe prevzamejo in shranijo, ali dokler niso izpolnjeni drugi pogoji. V širšem smislu je posrednik lahko oseba ali organizacija, ki olajša pogodbo med dvema strankama. Internet ustvarja priložnosti za avtomatizacijo posrednikov v številnih panogah.

## Banka
Posredniki v banki:
- Uvajalski posrednik uvede stranke v banko, nato pa postanejo stranke banke.
- Posredni poslovodja deluje kot poklicni upravljavec premoženja za drugo osebo.

## Turizem
Turistično posredovanje je poslovna dejavnost, ki sestoji iz posredovanja pri prodaji in organizaciji turističnih storitev. Ta dejavnost vključuje tudi organiziranje in trženje paketnih potovanj, enodnevne oglede, prodajo vozovnic, rezervacijo sedežev na vseh prevoznih sredstvih ter rezervacijo ali sklepanje pogodb za turistično nastanitev, poleg storitev rezervacij in dejavnosti, ki jih ponujajo turistična podjetja. Turistični posredniki so distribucijski agenti, ki sodelujejo v postopku prodaje turističnega proizvoda od njegovega nastanka do trenutka, ko ga porabijo končni odjemalci. 

## Borzni posredniki
Borzni posredniki opravljajo posle in registrirajo ustno soglasje kupčevega in prodajalčevega posrednika za sklenitev posla.

### Licenciranje borznih posrednikov
ZDA
V ZDA so borzni posredniki licencirani s strani Komisije za vrednostne papirje in borzo ter Regulativnega organa za finančno industrijo (U.S. Securities and Exchange Commission и Financial Industry Regulatory Authority). Za borznoposredniške družbe veljajo tudi pravila lokalne jurisdikcije, ki se lahko razlikujejo od države do države. Skupno vsem ameriškim zveznim državam je zavrnitev licence borznoposredniškemu podjetju, ki ponuja trgovanje s CFD z vzvodom. Ta enotnost je posledica dejstva, da 76 % računov malih vlagateljev izgubi denar pri trgovanju s CFD-ji.
Združeno kraljestvo
V Združenem kraljestvu morajo biti borzni posredniki usposobljeni, da jih prizna Finančni nadzorni organ (Financial Conduct Authority). Dovoljenje posrednika je mogoče preveriti v registru finančnih storitev (Finnacial Services Register).
Francija
Po sprejetju zakona o posodobitvi finančnih dejavnosti iz leta 1996 so investicijske družbe zamenjale borzne posrednike.